# Kedārnāth (ort i Indien)
Kedārnāth är en ort i Indien.   Den ligger i distriktet Rudraprayag och delstaten Uttarakhand, i den norra delen av landet, 290 km nordost om huvudstaden New Delhi. Kedārnāth ligger 3 430 meter över havet och antalet invånare är 508.
Terrängen runt Kedārnāth är mycket bergig. Runt Kedārnāth är det ganska tätbefolkat, med 80 invånare per kvadratkilometer. Det finns inga andra samhällen i närheten. Trakten runt Kedārnāth består i huvudsak av gräsmarker.